# Arturo Bresciani
Arturo Bresciani (Verona, 25 giugno 1899 – 17 giugno 1948) è stato un ciclista su strada e pistard italiano.
Professionista tra il 1925 ed il 1936, corse per la Bianchi, l'Olympia e la Dei.

## Carriera
Da dilettante vinse il Campionato Europeo a coppie, insieme a Giovanni Pissarelli, e partecipò ai Giochi della VIII Olimpiade di Parigi.
Da professionista conseguì i risultati più importanti al Giro d'Italia, classificandosi al terzo posto finale nel 1926 e vincendo la tappa di Pesaro nel 1927. Negli ultimi anni della carriera si dedicò alla pista, in particolare al mezzofondo.

## Palmarès
- 1927 (Bianchi, una vittoria)

11ª tappa Giro d'Italia (Pescara > Pesaro)

## Piazzamenti

### Grandi Giri
- Giro d'Italia

1925: ritirato
1926: 3º
1927: 6º
1928: 27º
- Tour de France

1925: 28º

### Classiche monumento
- Milano-Sanremo

1926: 5º
1927: 4º
- Giro di Lombardia

1925: 12º
1927: 25º
1929: 19º

### Competizioni mondiali
- Giochi olimpici

Parigi 1924 - Prova a squadre: 5º
Parigi 1924 - In linea: 12º